# ラシャード・アル＝アリーミー
ラシャード・アル＝アリーミー（アラビア語: رشاد العليمي, ラテン文字転写: Rashad al-Alimi、1954年1月15日 - ）は、イエメンの政治家。2022年より同国大統領指導評議会議長を務めている。反政府勢力フーシとの内戦により事実上の二重政府状態である。内務大臣、大統領顧問などの要職を歴任した。

## 経歴
1954年、タイズ県に裁判官の息子として生まれる。1969年にサナアのガマール・アブドゥンナーセル高校を卒業後、1979年にクウェート警察大学で軍事学の学士号を、エジプトのアイン・シャムス大学で社会学の学位と博士号を取得した。国民全国会議に入党し、2001年から2008年まで内務大臣を務めた。
2011年イエメン騒乱のサナアの戦いでは、フーシ派の攻撃をアリー・アブドッラー・サーレハ大統領と共に受け、負傷。サナアを侵攻された後、サウジアラビアで治療を受ける。2022年4月7日にアブド・ラッボ・マンスール・ハーディー大統領からアル＝アリーミー率いる大統領指導評議会に権限を移譲された。イエメン政府とサウジ政府の複数の情報源は、ハディが住んでいたサウジアラビアが彼に権力をアリミに譲るように強制したと述べた（サウジアラビア当局は否定）。